# Alicia Benete Montufo
Alicia Benete Montufo (Gavá, España, 12 de febrero de 1997) es una jugadora española de fútbol sala. Juega de ala y su equipo actual es el FSF Móstoles de la Primera División de fútbol sala femenino de España. Fue elegida mejor jugadora catalana del año 2021.

## Trayectoria
Comenzó jugando en las categorías inferiores del Castelldefels, posteriormente pasó a la AE Penya Esplugues, equipo con el que jugó en segunda división, en la temporada 2015-16 debuta en primera división con Rubí FS, al año siguiente ficha por el CD Leganés FS donde permanece una temporada, ya que al año siguiente se va un año a estudiar a Estados Unidos. En la 2018-19 ficha por el FSF Móstoles, equipo donde permanece en la actualidad.

## Selección nacional
El 3 de septiembre de 2021 debuta con la selección española en un partido oficial en Praga contra la República Checa marcando un gol en su debut.

## Estadísticas
Clubes
 Actualizado al último partido jugado el 29 de mayo de 2023.
| Club | Div.          | Temporada     | Liga  | Liga  | Liga       | Liga      | Copas nacionales(1) | Copas nacionales(1) | Copas nacionales(1) | Copas nacionales(1) | Torneos internacionales(2) | Torneos internacionales(2) | Torneos internacionales(2) | Torneos internacionales(2) | Total(3) | Total(3) | Total(3)   | Total(3)  |
| Club | Div.          | Temporada     | Part. | Goles | Amonestado | Expulsado | Part.               | Goles               | Amonestado          | Expulsado           | Part.                      | Goles                      | Amonestado                 | Expulsado                  | Part.    | Goles    | Amonestado | Expulsado |
| --- | ------------- | ------------- | ----- | ----- | ---------- | --------- | ------------------- | ------------------- | ------------------- | ------------------- | -------------------------- | -------------------------- | -------------------------- | -------------------------- | -------- | -------- | ---------- | --------- |
| Castelldefels FSF · España |               |               |       |       |            |           |                     |                     |                     |                     |                            |                            |                            |                            |          |          |            |           |
| 2.ª |               |               | -     | -     | -          | -         | -                   | -                   | -                   | -                   | -                          | -                          | -                          |                            | -        | -        | -          |           |
| Total club | Total club    | -             | -     | -     | -          | -         | -                   | -                   | -                   | -                   | -                          | -                          | -                          | -                          | -        | -        | -          |           |
| AE Penya Esplugues · España |               |               |       |       |            |           |                     |                     |                     |                     |                            |                            |                            |                            |          |          |            |           |
| 2.ª |               |               | -     | -     | -          | -         | -                   | -                   | -                   | -                   | -                          | -                          | -                          |                            | -        | -        | -          |           |
| Total club | Total club    | -             | -     | -     | -          | -         | -                   | -                   | -                   | -                   | -                          | -                          | -                          | -                          | -        | -        | -          |           |
| Rubí FS · España |               |               |       |       |            |           |                     |                     |                     |                     |                            |                            |                            |                            |          |          |            |           |
| 1.ª | 2015-16       | 30            | 21    | 5     | 0          | -         | -                   | -                   | -                   | -                   | -                          | -                          | -                          | 30                         | 21       | 5        | 0          |           |
| Total club | Total club    | 30            | 21    | 5     | 0          | -         | -                   | -                   | -                   | -                   | -                          | -                          | -                          | 30                         | 21       | 5        | 0          |           |
| CD Leganés FS · España |               |               |       |       |            |           |                     |                     |                     |                     |                            |                            |                            |                            |          |          |            |           |
| 1.ª | 2016-17       | 29            | 22    | 4     | 0          | -         | -                   | -                   | -                   | -                   | -                          | -                          | -                          | 29                         | 22       | 4        | 0          |           |
| Total club | Total club    | 29            | 22    | 4     | 0          | -         | -                   | -                   | -                   | -                   | -                          | -                          | -                          | 29                         | 22       | 4        | 0          |           |
| FSF Móstoles · España |               |               |       |       |            |           |                     |                     |                     |                     |                            |                            |                            |                            |          |          |            |           |
| 1.ª |               |               |       |       |            |           |                     |                     |                     |                     |                            |                            |                            |                            |          |          |            |           |
| 2018-19 | 29            | 13            | 3     | 0     | -          | -         | -                   | -                   | -                   | -                   | -                          | -                          | 29                         | 13                         | 3        | 0        |            |           |
| 2019-20 | 23            | 8             | 6     | 0     | 2          | 0         | 0                   | 0                   | -                   | -                   | -                          | -                          | 25                         | 8                          | 6        | 0        |            |           |
| 2020-21 | 24            | 22            | 1     | 0     | 2          | 1         | 0                   | 0                   | -                   | -                   | -                          | -                          | 26                         | 23                         | 1        | 0        |            |           |
| 2021-22 | 30            | 21            | 2     | 0     | 1          | 0         | 2                   | 0                   | -                   | -                   | -                          | -                          | 31                         | 21                         | 4        | 0        |            |           |
| 2022-23 | 29            | 26            | 9     | 0     | 3          | 4         | 1                   | 0                   | -                   | -                   | -                          | -                          | 32                         | 30                         | 10       | 0        |            |           |
| Total club | Total club    | 135           | 90    | 21    | 0          | 8         | 5                   | 3                   | 0                   | -                   | -                          | -                          | -                          | 143                        | 95       | 24       | 0          |           |
| Total carrera | Total carrera | Total carrera | 194   | 133   | 30         | 0         | 8                   | 5                   | 3                   | 0                   | -                          | -                          | -                          | -                          | 202      | 138      | 33         | 0         |
| (1) Incluye datos de Copa / Supercopa. (2) Incluye datos de Campeonato de Europa de Clubes, Recopa y Copa Intercontinental. (3) No incluye datos de partidos amistosos. |               |               |       |       |            |           |                     |                     |                     |                     |                            |                            |                            |                            |          |          |            |           |